# 艾柯德 (北卡羅萊納州)
艾柯德（英語：Icard）是位於美國北卡羅萊納州伯克縣的普查規定居民點。

## 人口
根據2020年美國人口普查的數據，艾柯德的面積為9.93平方千米，當中陸地面積為9.91平方千米，而水域面積為0.02平方千米。當地共有人口2452人，而人口密度為每平方千米246.93人。